# كافيرناغو
كافيرناغو؛ ( برغاماسك : Caernàch ) هي كوموني (بلدية) تقع في مقاطعة بيرغامو في منطقة لومباردي الإيطالية، وتقع على بعد حوالي 50 كيلومتر (31 ميل) شمال شرق ميلانو وتبعد حوالي 11 كيلومتر (7 ميل) من جنوب شرق بيرغامو.
وتقع كافيرناغو على عدة حدود من بلديات كالسينات وغصالة وجراسوبيو وسيريات و Urgnano وزانيكا. فهي موطن لقلعة مالباجا، وهي قلعة من عصر النهضة يملكها كوندوتيرو واللورد المحلي بارتولوميو كوليوني. قلعة أخرى، قلعة كافيرناغو، وتم أعادة بناؤها لاحقًا في القرن السابع عشر على الطراز الباروكي.